# Thà làm hạt mưa bay
Thà làm hạt mưa bay là album phòng thu đầu tay của ca sĩ Thu Phương được phát hành vào ngày 12 tháng 9 năm 1998 bởi hãng Bến Thành Audio & Video. Đây là một trong những album tiêu biểu của làng nhạc nhẹ Việt Nam, nó là đĩa nhạc đầu tiên của Việt Nam pha trộn và du nhập các dòng âm nhạc mới của phương Tây vào nhạc Việt như pop dance, disco, R&B cùng với một số ca khúc nhạc nhẹ mang hơi hướng ballad trữ tình Việt Nam. Bên cạnh đó, "Thà làm hạt mưa bay" còn được xem là đĩa nhạc mở đường cho các trào lưu nhạc techno và rap đi vào dòng chính của Việt Nam một cách chính thức. Ban đầu, album chỉ nhận được sự quan tâm hời hợt từ phía khán giả, tuy nhiên nó bắt đầu phổ biến hơn và đạt được thành công vào cuối năm 1998.
Album đánh dấu sự kết hợp lần đầu tiên của Thu Phương với bộ đôi nhạc sĩ - nhà sản xuất Nhật Trung & Việt Anh đồng thời sản sinh ra ba bài hit vượt khỏi ranh giới đĩa nhạc, trở thành những tác phẩm vượt thời gian bao gồm "Nơi mùa thu bắt đầu", "Có phải em mùa thu Hà Nội" và "Dòng sông lơ đãng", trong đó cả 3 bài trước đó đều đứng nhiều tuần liền trên Top ten Làn Sóng Xanh, hai bài "Có phải em mùa thu Hà Nội" và "Dòng sông lơ đãng" đứng hạng 1 năm 1997. Chưa dừng lại ở đó, "Có phải em mùa thu Hà Nội" lập kỷ lục và đi vào lịch sử của nhạc nhẹ Việt Nam khi nó đứng đầu (tức hạng nhất) 6 tháng liên tiếp trên bảng xếp hạng Làn Sóng Xanh một kỷ lục mà cho đến tận bây giờ chưa một ca sĩ nào có khả năng phá vỡ. Sự thành công của album và các bài hát trong nó đã gây tiếng vang lớn, mang lại danh tiếng và rất nhiều danh tiếng cho Phương trong giai đoạn này.

## Hoàn cảnh ra đời
Trước khi ra mắt album đầu tay "Thà làm hạt mưa bay" năm 1998, Phương đã là một siêu sao, trong khoảng ba năm từ 1996-1998 cô là ca sĩ tiên phong và thành công trong mảng hát nhạc quốc tế tại Việt Nam. Danh tiếng Phương cũng đã có từ khi đầu quân cho Vafaco với nhiều bài hit như Un-Break My Heart, My Heart Will Go On, Save The Best For Last hay When you tell me that you love me (hát với Huy MC), về mảng nhạc Việt cô cũng đã gây ấn tượng với Hoa tím ngày xưa (Hữu Xuân), Nỗi nhớ dịu êm (Bảo Chấn). Phương cũng trở thành hiện tượng trong serie âm nhạc Top Hits của nhà sản xuất Đỗ Quang & Nguyễn Hà, đồng thời ghi dấn ấn với các giải lớn tại Làn Sóng Xanh năm 1997. Với tiền đề đó, cô đã cho ra mắt đĩa nhạc đầu tay của mình "Thà làm hạt mưa bay" - nó trở thành album ghi nhiều dấu ấn Thu Phương nhất trong giai đoạn này.

## Danh sách ca khúc
| STT              | Nhan đề                                                             | Sáng tác                                                      | Hòa âm           | Thời lượng |
| ---------------- | ------------------------------------------------------------------- | ------------------------------------------------------------- | ---------------- | ---------- |
| 1.               | "Thà làm hạt mưa bay"                                               | Trần Thanh Tùng, Lý Thiên Ngộ (thơ)                           | Nhật Trung       | 4:46       |
| 2.               | "Cùng em vui đêm nay" (Stop)                                        | Spice Girls, Richard Stannard, Matt Rowe, Đỗ Quang (lời Việt) | Trần Thanh Tùng  | 3:28       |
| 3.               | "Ngày em đi"                                                        | Nhật Trung                                                    | Nhật Trung       | 5:27       |
| 4.               | "Cơn mưa lao xao"                                                   | Nguyễn Ngọc Thiện                                             | Trần Thanh Tùng  | 5:43       |
| 5.               | "Nơi mùa thu bắt đầu"                                               | Việt Anh                                                      | Anh Khoa         | 5:43       |
| 6.               | "Có phải em mùa thu Hà Nội"                                         | Trần Quang Lộc, Tô Như Châu (thơ)                             | Trần Thanh Tùng  | 5:41       |
| 7.               | "Con gái bây giờ"                                                   | Quốc Hùng                                                     | Ngọc Châu        | 4:24       |
| 8.               | "Khi tình yêu đã mất" (I don't want to)                             | R.Kelly, Đỗ Quang (lời Việt)                                  | Trần Thanh Tùng  | 4:35       |
| 9.               | "Lung linh hạt mưa"                                                 | Quốc Hùng                                                     | Anh Khoa         | 4:48       |
| 10.              | "Dòng sông lơ đãng"                                                 | Việt Anh                                                      | Việt Anh         | 4:49       |
| 11.              | "My heart will go on (techno mix)" (bonus track hợp tác với Huy MC) | David Foster, Đỗ Quang (lời Việt)                             |                  | 4:21       |
| 12.              | "Thà làm hạt mưa bay (instrumental)" (melody karaoke)               | Trần Thanh Tùng                                               | Trần Thanh Tùng  | 4:46       |
| Tổng thời lượng: | Tổng thời lượng:                                                    | Tổng thời lượng:                                              | Tổng thời lượng: | 59:01      |

## Các bài hát lịch sử trong album

### Có phải em mùa thu Hà Nội
Bản nhạc nổi tiếng nhất của Trần Quang Lộc là bài "Có Phải Em Mùa Thu Hà Nội?" hoàn tất năm 1972, phổ từ thơ của Tô Như Châu. Bài bát được đón nhận nồng nhiệt từ các ca sĩ cũng như thính giả, vì lời nghe lãng mạn, mơ màng của mùa thu, lồng trong một khung cảnh cổ kính của Thăng Long xưa với lịch sử của "hồn Trưng Vương sông Hát"...
Tháng tám mùa thu, lá khởi vàng chưa nhỉ
Từ độ người đi thương nhớ âm thầm...
Có phải em là mùa thu Hà Nội
Ngày sang thu anh lót lá em nằm
Bên trời xa sương tóc bay...
Sự đồng cảm của hai tác giả đã cho ra đời một tuyệt phẩm. Cái hay của Trần Quang Lộc là đã "chắt" những vần thơ "đắt" nhất của Tô Như Châu cho vào một khuông giai điệu tuyệt đẹp với tiết tấu dàn trải, tự nhiên và lẫn thêm nhiều hư ảo. Những giai điệu quyện lấy ca từ và định dạng luôn trong vô thức của người nghe với những vần thơ rất dễ thấm: "Có bóng mùa Thu thức ta lòng sang mùa/Một ngày về xuôi chân ghé Thăng Long buồn/Có phải em là mùa Thu Hà Nội/Ngày sang Thu anh lót lá em nằm/Bên trời xa sương gió bay".
Hồi sinh
Năm 1997 bài hát này đứng đầu Top Làn Sóng Xanh 6 tháng liên tiếp, một kỷ lục chưa được một ca sĩ nào khác phá vỡ. Ca khúc thành công nhất qua tiếng hát Thu Phương. Đến năm 1998 nó một lần nữa được yêu thích đặc biệt qua tiếng hát của Phương và có mặt trong đĩa Thà làm hạt mưa bay. Năm 1998 vẫn là ca khúc này với tiếng hát của Phương, bài hát được trao giải Ca khúc hay nhất trong năm của Hội Văn học Nghệ thuật Việt Nam.

### Dòng sông lơ đãng

"Dòng sông lơ đãng" được Dihavina xuất bản với tiếng hát Thu Phương năm 1997.

Dòng sông lơ đãng ra đời năm 1996 là bài hát được Việt Anh sáng tác khi đang đi bên bờ sông Hồng, khi đó nhìn dòng nước cuộn chảy vô định về phía xa, tác giả đã mượn hình ảnh dòng sông hòa cùng đại dương mênh mông để miêu tả tâm trạng nuối tiếc về những điều đã qua. Dòng sông lơ đãng chất chứa nỗi buồn lãng mạn, đậm chất thơ.
"Ở chốn nào dòng sông đã hòa cùng đại dương
Cạn bến bờ chiều nay thẫn thờ nhìn hoàng hôn
Rồi chúng ta sẽ đôi lần nuối tiếc
Để một dòng sông lơ đãng trôi qua..."
Ca khúc đứng hạng 1 trên bảng xếp hạng Làn Sóng Xanh từ tháng 9 năm 1997 và trụ vững trong top ten đến tháng 4 năm 1998. Nó cũng mang về cho Thu Phương hai giải thưởng quan trọng nhất trong năm 1997 bao gồm ca khúc được yêu thích nhất trong năm và ca sĩ được yêu thích nhất trong năm.
Trong bài "Dòng sông lơ đãng" có một câu hát gây ấn tượng đó là "Khóc đi cho thỏa dỗi hờn." Thu Phương hát bài hát này rất đúng dấu. Nhiều nhạc sĩ tránh những chữ trắc dấu hỏi, dấu ngã - nhưng cách phổ lời và cách hát ở đây rất hay và đúng. Vừa có chất thơ vừa có chất giai điệu.

## Thành phần tham gia sản xuất
- Giám đốc: Trần Hồng Tâm
- Chủ nhiệm: Huỳnh Tiết
- Biên tập: Anh Kiệt - Đỗ Quang - Tuấn Thăng
- Âm thanh: Trần Thanh Tùng
- Photo: Đoàn Minh Tuấn
- Cover design: Nhan Nguyên